# Naran járás
Naran járás (mongol nyelven: Наран сум) Mongólia Szühebátor tartományának egyik járása. Területe 3500 km². Népessége kb. 2000 fő.
Székhelye Hongor (Хонгор).